# Solenopsis zambesiae
Solenopsis zambesiae är en myrart som beskrevs av Arnold 1926. Solenopsis zambesiae ingår i släktet eldmyror, och familjen myror. Inga underarter finns listade i Catalogue of Life.